# Mongo Beti
Mongo Beti (prawdziwe nazwisko Alexandre Biyidi Awala, inny pseudonim Eza Boto,  ur. 30 czerwca 1932 w Akometan w Kamerunie, zm. 7 października 2001 w Duali) – kameruński pisarz tworzący w języku francuskim.

## Zarys biografii
Urodził się na wsi 45 km od stolicy Yaoundé. Ukończył liceum Leclerca w Yaoundé i studia humanistyczne w Aix-en-Provence i na Sorbonie. Debiutował jako pisarz w 1953 roku. W 1956 roku ukazała się powieść Biedny Chrystus z Bomby (polskie tłumaczenie 1967), która wywołała skandal z powodu satyrycznego opisu światka misjonarzy i kolonialistów. Znana jest też powieść Król cudem ocalony (1958, polski przekład 1975).
Pisarz pozostał we Francji, gdzie dalej tworzył i nauczał w liceach w Rambouillet, Lamballe, Rouen (najdłużej w tym ostatnim, aż do 1994 roku). W Rouen poznał żonę, francuską wykładowczynię literatury Odile Tobner. Kameruński rząd Ahmadou Ahidjo starał się cenzurować na odległość jego książkę Main basse sur le Cameroun. W latach 1978-91 wydawał dwumiesięcznik przeciwny działaniom neokolonialnym "Peuples Noirs, Peuples Africains". W 1991 roku powrócił do Kamerunu, w 1994 roku przeszedł na emeryturę.